# Bọ ba thùy
Lớp Bọ ba thùy (danh pháp khoa học: Trilobita) là một lớp động vật chân khớp hải dương đã tuyệt chủng. Đây là một trong những nhóm động vật chân khớp cổ nhất, với hóa thạch lâu đời nhất được ghi nhận có niên đại từ kỷ Cambri (521 triệu năm trước), và đã phát triển thịnh vượng suốt khoảng sau Đại Cổ Sinh trước khi bắt đầu một cuộc đại tuyệt chủng mà khi đến kỷ Devon, mọi phân nhóm bọ ba thùy trừ Proetida đều biến mất. Bọ ba thùy tuyệt diệt trong một cuộc đại tuyệt chủng khác vào cuối kỷ Permi (chừng 252 triệu năm trước). Lớp Bọ ba thùy hiện diện khắp đại dương trong hơn 270 triệu năm.
Vào thời của những cá thể cổ nhất được biết đến, bọ bà thùy đã rất đa dạng và phân bố rộng rãi. Do chúng có bộ xương ngoài dễ hóa thạch, rất nhiều hóa thạch bọ ba thùy đã được tìm ra, với chừng 17.000 loài vào Đại Cổ Sinh. Việc nghiên cứu những hóa thạch đã mang đến những đóng góp quan trọng cho sinh địa tầng học, cổ sinh vật học, sinh học tiến hóa, và nghiên cứu kiến tạo mảng. Lớp Bọ ba thùy thường được đặt trong siêu lớp Arachnomorpha (còn gọi là Arachnata), song nhiều cách phân loại khác cũng được đề xuất.
Bọ ba thùy đa dạng về lối sống; một số bò quanh đáy nước để săn mồi, kiếm xác thối hay ăn lọc, một số khác lại bơi mà ăn sinh vật phù du. Đa phần lối sống của động vật chân khớp hải dương ngày nay cũng hiện diện ở bọ thùy (trừ lối sống ký sinh).

## Phân loài
Lớp Bọ ba thùy Trilobita
1. Bộ Agnostida
  1. Phân bộ Agnostina
    1. Liên họ Agnostoidea
    2. Liên họ Condylopygoidea
    3. Liên họ Incertae sedis

  2. Phân bộ Eodiscina
    1. Liên họ Eodiscoidea
2. Bộ Asaphida
  1.     1. Liên họ Anomocaroidea
    2. Liên họ Asaphoidea
    3. Liên họ Cyclopygoidea
    4. Liên họ Dikelocephaloidea
    5. Liên họ Remopleuridioidea
    6. Liên họ Trinucleoidea
    7. Liên họ Incertae sedis
3. Bộ Corynexochida
  1. Phân bộ Corynexochina
    1. Liên họ Corynexochoidea

  2. Phân bộ Illaenina
    1. Liên họ Illaenoidea

  3. Phân bộ Leiostegiina
    1. Liên họ Leiostegioidea
4. Bộ Harpetida
  1. Phân bộ Harpetina
    1. Liên họ Harpetioidea
5. Bộ Lichida
6. Bộ Phacopida
7. Bộ Proetida
8. Bộ Ptychopariida
9. Bộ Redlichiida
10. Incertae sedis